# Kathy Radzuweit
Kathy Radzuweit (ur. 2 marca 1982 w Berlinie) – niemiecka siatkarka, reprezentantka kraju, środkowa.
Od sezonu 2011/12 występuje w azerskiej Rabicie Baku.

## Sukcesy

### reprezentacyjne
- Grand Prix:
  -  2002
- Mistrzostwa Europy:
  -  2003

## Nagrody indywidualne
- 2003 - Najlepiej blokująca zawodniczka Mistrzostw Europy